# Nicola Leanza
Nicola Leanza, detto anche Lino (Maletto, 27 marzo 1957 – Catania, 30 maggio 2015), è stato un politico italiano.

## Biografia
Dopo aver conseguito il diploma di Istituto magistrale, è divenuto dirigente d'azienda.
Già iscritto alla Democrazia Cristiana, confluisce nelle liste del CCD: nel 2001, con 10.419 voti di preferenza su 66.215 di lista (15,74%), il collegio di Catania lo elegge deputato all'Assemblea Regionale Siciliana per la XIII legislatura, in cui ha svolto il ruolo di segretario della Quinta Commissione (Cultura, Formazione e Lavoro) dal 7 agosto 2001 al 28 giugno 2006. Con lo scioglimento del CCD, passa all'UDC, per poi seguire Raffaele Lombardo nell'MPA (fondato nell'aprile del 2005).
Alle politiche dell'8 aprile 2006 è eletto deputato alla Camera dei deputati (XV legislatura) nella seconda circoscrizione della Sicilia per la lista congiunta Lega Nord - MPA. Aderisce alla componente MPA del Gruppo misto il 17 maggio 2006, ed è nominato membro della Commissione Giustizia. Si dimette pochi mesi dopo, cessando dal mandato parlamentare il 19 luglio 2006 lasciando il posto a Sebastiano Neri e torna deputato regionale (XIV legislatura), rieletto sempre dal collegio di Catania. Diviene Assessore Regionale ai Beni Culturali e Pubblica Istruzione nella II Giunta Cuffaro (2006-2008) nel luglio 2006.
Il 13 luglio 2006 è designato dal Presidente Cuffaro Vicepresidente della Regione Siciliana.
Il 28 gennaio 2008, dopo le dimissioni di Cuffaro, assume (a far data dal 18) le funzioni di presidente della Regione Siciliana per l'ordinaria amministrazione, fino al 28 aprile 2008, giorno dell'insediamento di Raffaele Lombardo.
Rieletto il 14 aprile 2008 deputato regionale, diviene capogruppo dell'MPA all'ARS e segretario regionale del suo partito. Alle politiche dello stesso anno è eletto alla Camera ma si dimette dopo pochi giorni per incompatibilità.
Nel luglio del 2009 torna a fare l'Assessore Regionale ai Beni Culturali e Pubblica Istruzione nella II Giunta Lombardo (2009-2010), mentre Francesco Musotto è il nuovo capogruppo MPA all'ARS. Riconfermato Assessore Regionale al Lavoro, Politiche Sociali e Famiglia nella III Giunta Lombardo (2010), mentre non è confermato a fine settembre 2010 nella IV Giunta Lombardo (2010-2011) ed esce dalla Giunta.
Nell'estate del 2012,a pochi mesi dalle elezioni regionali, passa all'UdC.
In occasione della candidatura a sindaco di Catania da parte di Enzo Bianco, Lino Leanza crea una lista civica chiamata "Articolo 4" a sostegno dell'ex ministro, avvicinandosi quindi al centrosinistra, ed avviando un rapporto di collaborazione con il Presidente della Regione Siciliana Rosario Crocetta.
Lasciato Articolo 4 per le spaccature nel gruppo all'Ars seguite alla nascita del Crocetta ter nel novembre 2014, fonda un altro movimento, ribattezzato Sicilia Democratica.

### Morte
Il 28 marzo 2015 fu ricoverato in rianimazione all'ospedale Garibaldi di Catania a causa di un malore, che gli ha causato una emorragia cerebrale, per il quale venne sottoposto a un intervento di neurochirurgia. Muore il 30 maggio 2015 all'età di 58 anni presso il nosocomio catanese.